# Czornomoroczka Odessa
Czornomoroczka Odessa (ukr. ЖФК «Чорноморочка» Одеса) – ukraiński klub piłki nożnej kobiet, mający siedzibę w mieście Odessa w południowo-zachodniej części kraju, grający w latach 1992–1996, 2006, 2008 i 2010 w rozgrywkach ukraińskiej Wyższej ligi piłki nożnej.

## Historia
Chronologia nazw:
- 1985: ŻFK Prymoreć Odessa (ukr. ЖФК «Приморець» (Одеса)
- 198?: ŻFK Prymoroczka Odessa (ukr. ЖФК «Приморочка» (Одеса)
- 1989: ŻFK Czornomoroczka Odessa (ukr. ЖФК «Чорноморочка» (Одеса)

Klub piłkarski Prymoreć został założony w Odessie 5 marca 1985 roku, a pierwszym trenerem został Anatolij Nosow. W 1986 roku drużyna wygrała ogólnokrajowy turniej o Puchar Miasta Bohaterów Odessy, a także turniej futsalu w Izmaile. Następnie klub zmienił nazwę na Prymoroczka, a w 1989 roku otrzymał nazwę Czornomoroczka. W 1990 zespół debiutował w Wtoroj Lidze ZSRR, w której zajął trzecie miejsce w 4 grupie, a potem był drugim w finale play-off. W następnym sezonie 1991 zajął czwarte miejsce w 1 grupie w Pierwoj Lidze ZSRR. Po rozpadzie ZSRR i uzyskaniu przez Ukrainę niepodległości startował w 1992 roku w rozgrywkach Wyższej ligi, zajmując 10.miejsce. W następnym roku spadł na 12.pozycję. W 1996 roku osiągnął swój największy sukces, czwarte miejsce, ale potem z przyczyn finansowych klub zrezygnował z dalszych występów na dużym boisku.
W 2006 klub wrócił do rozgrywek w Wyższej lidze. W sezonie 2007 nie przystąpił do rozgrywek, a w 2008 znów startował w Wyższej lidze, zajmując jak i dwa lata wcześniej 9.pozycję. W 2009 zrezygnował ponownie z rozgrywek piłkarskich, ale drużyna futsalu wygrała mistrzostwo Pierwszej ligi (D2). W 2010 po raz kolejny wrócił do gry na dużym boisku, zajmując końcowe ósme miejsce w Wyższej lidze.
Po trzech latach przerwy w występach klub w 2013 został zakwalifikowany do Pierwszej ligi (D2). W pierwszych dwóch sezonach zespół zajmował trzecie miejsce w swojej grupie. W 2015 i 2016 został sklasyfikowany na czwartej pozycji w grupie 2. Po zakończeniu sezonu 2016 klub znów zrezygnował z dalszych występów.

## Barwy klubowe, strój, herb, hymn
|  |  |

Klub ma barwy żółto-czarne. Piłkarki domowe spotkania zazwyczaj grają w żółtych koszulkach, żółtych spodenkach oraz żółtych getrach.

## Sukcesy

### Trofea międzynarodowe
Nie uczestniczył w rozgrywkach europejskich (stan na 31-05-2021).

### Trofea krajowe
piłka nożna
| \| \| Zdobyte trofea w rozgrywkach Ukrainy (stan na: 31-05-2021) \| |                                                            |      |                    |
| Rozgrywki                                                           | Osiągnięcie                                                | Razy | Sezon(y)           |
| Mistrzostwo                                                         | I miejsce                                                  | 0    |                    |
| Mistrzostwo                                                         | II miejsce                                                 | 0    |                    |
| Mistrzostwo                                                         | III miejsce                                                | 0    |                    |
| Mistrzostwo                                                         | 4.miejsce                                                  | 1    | 1996               |
| Puchar                                                              | zdobywca                                                   | 0    |                    |
| Puchar                                                              | finalista                                                  | 0    |                    |
| Puchar                                                              | półfinalista                                               | 1    | 2015               |
| II liga                                                             | I miejsce                                                  | 0    |                    |
| II liga                                                             | II miejsce                                                 | 0    |                    |
| II liga                                                             | III miejsce                                                | 2    | 2013 (A), 2014 (B) |
| Ukraina                                                             | Zdobyte trofea w rozgrywkach Ukrainy (stan na: 31-05-2021) |      |                    |

## Poszczególne sezony
piłka nożna

### Rozgrywki międzynarodowe

#### Europejskie puchary
Nie uczestniczył w rozgrywkach europejskich (stan na 31-05-2021).

### Rozgrywki krajowe
| \| Ukraina \| Bilans występów klubu w rozgrywkach piłkarskich Ukrainy (Stan na 31 maja 2021 r.) \| \| |                                                                                   |        |       |   |   |   |    |    |     |                             |        |        |      |
| Poziom                                                                                                | Rozgrywki                                                                         | Sezony | Mecze | Z | R | P | B+ | B– | Pkt | Lata                        | Awanse | Spadki | Naj. |
| I | Wyszcza liha                                                                      | 8      |       |   |   |   |    |    |     | 1992–1996, 2006, 2008, 2010 | 0      | 0      | 4    |
| II | Persza liha                                                                       | 4      |       |   |   |   |    |    |     | 2013–2016                   | 0      | 0      | 3    |
| | Puchar Ukrainy                                                                    | ?      |       |   |   |   |    |    |     | od 1992                     | 0      | 0      | 1/2  |
| Ukraina                                                                                               | Bilans występów klubu w rozgrywkach piłkarskich Ukrainy (Stan na 31 maja 2021 r.) |        |       |   |   |   |    |    |     |                             |        |        |      |

## Struktura klubu

### Stadion
Klub rozgrywa swoje mecze domowe na stadionie SKA w Odessie o pojemności 15 tys. widzów.

### Inne sekcje
Klub oprócz głównej drużyny prowadzi drużynę młodzieżowe oraz dla dzieci, grające w turniejach miejskich.

## Kibice i rywalizacja z innymi klubami

### Derby
- Nika Mikołajów